# La Survivante (roman)
Pour l’article homonyme, voir La Survivante.
La Survivante (titre original : Survivor) est un roman de science-fiction de l'autrice américaine Octavia E. Butler. Publié pour la première fois en 1978 dans le cadre de sa série Patternist, La Survivante est le seul des romans de l'écrivaine à ne pas avoir été réimprimé après ses premières éditions. Octavia Butler a exprimé son aversion pour cet ouvrage, le qualifiant de « mon roman Star Trek ».

## Intrigue
La Survivante suit les premiers contacts entre les Missionnaires, un groupe de colons humains fuyant un fléau sur Terre, et les Kohn, natifs intelligents de la planète sur laquelle les Missionnaires sont arrivés. Le roman se concentre sur Alanna, la fille adoptive du chef des Missionnaires, qui tente d'empêcher la destruction ou l'assimilation des colons par la culture locale dominante. Au cours du roman, les expériences d'assimilation et de négociation d'Alanna avec les Kohn s'inspirent de celle, similaire, qu'elle a vécu précédemment en rejoignant les Missionnaires eux-mêmes. La capacité d'Alanna à interagir avec les différentes cultures devient la clé de leur survie.

## Résumé
Bien que située dans l'intrigue plus large de la série Patternist, l'histoire de La Survivante est largement séparée des événements des autres livres de la série.
Butler commence le roman in medias res, lors du « sauvetage » du personnage principal, Alanna, des Tehkohn, un groupe d'extraterrestres. Le récit principal reflète le point de vue d'Alanna après le sauvetage mais Butler insère également une série de flashbacks, relatant le point de vue d'autres personnages. Grâce à ce dispositif littéraire, les lecteurs découvrent progressivement le passé d'Alanna, tout en suivant les efforts des autres personnages pour découvrir ce passé.
Finalement, le récit révèle les antécédents d'Alanna. Le roman se déroule dans un futur indéterminé, quelque temps après les événements que Butler décrira plus tard dans son roman Clay's Ark et avant les événements de Patternmaster. À l'époque de La Survivante, l'humanité est menacée par la « peste Clayark », une maladie extraterrestre qui a détruit la moitié de la population de la Terre, soit en les tuant, soit en les faisant muter, ainsi que leurs enfants, en bestials Clayarks. L'humanité survit fragilisée, soutenue quelque peu par les Patternists, un groupe d'humains mutants vivant auparavant cachés. L'évolution des Patternists est décrite plus en détail dans Mauvaise Graine et Le Motif, et l'étape suivante de leur conflit avec les Clayarks est racontée dans Le Maître du réseau.
Le passé d'Alanna est partiellement dévoilé avant les principaux événements du roman. Ses parents sont morts en la sauvant d'une attaque de Clayark. Après avoir vécu plusieurs années comme une enfant sauvage, Alanna est capturée par un groupe de Missionnaires, une secte religieuse chrétienne consacrée au maintien de l'humanité comme forme de vie choisie par Dieu, face à la concurrence Clayark et Patternist. Certains des Missionnaires se méfient d'elle, à cause de son éducation sauvage ou de son ascendance afro-américaine et asiatique mais elle s'adapte rapidement et devient la fille adoptive du chef du groupe, Jules Verrick, et de sa femme Niela. Quelque temps plus tard, les Missionnaires ont l'opportunité de fuir la Terre sur un vaisseau spatial Patternist, dans le cadre d'un programme visant à implanter l'humanité sur d'autres planètes afin de la préserver de la peste Clayark.
Arrivés sur la planète, les Missionnaires rencontrent les Kohn, habitants doués d'intelligence. Bien que ceux-ci possèdent des caractéristiques animales - de la fourrure, des capacités de camouflage et des griffes - ils sont largement humanoïdes. La tribu locale - les Garkohn - aide les Missionnaires à développer leur colonie. Peu de temps après, celle-ci est attaquée par les Tehkohn, un groupe rival et plusieurs Garkohn et des Missionnaires sont capturés, dont Alanna.
Finalement, l'histoire révèle que, de la même façon qu'Alanna a déjà modifié une première fois son comportement pour s'intégrer parmi les Missionnaires et « survivre », elle réussit cette fois à s'intégrer aux Tehkohn, épousant finalement leur chef, Diut, et portant un enfant. Ceux-ci lui apprennent que les Garkohn rendent les Missionnaires dépendants d'une plante sous leur contrôle et qu'ils ont l'intention d'assimiler les Missionnaires, physiquement plus faibles, afin d'utiliser leur technologie contre les Tehkohn.
Alanna est consciente qu'elle risque de perdre la confiance des humains s'ils découvrent qu'elle vit en couple avec un indigène. Elle joue une partie dangereuse, mais réussit finalement à amener les Missionnaires à faire confiance (à contrecœur) aux Tehkohn le temps d'échapper, avec leur aide, à l'influence des deux tribus autochtones. Lorsque Alanna révèle sa relation avec les autres humains, elle est désavouée par son père adoptif Jules Verrick et elle retourne vivre avec Diut, son époux Tehkohn.

## Personnages

### Alanna
Alanna est à la fois le personnage principal du roman et sa principale narratrice. Elle révèle son passé par étapes, à la fois aux autres personnages et, à travers son récit, au lecteur. Devenue orpheline lors d'une attaque des bestiaux Clayarks, Alanna vit plusieurs années comme une enfant sauvage, avant d'être retrouvée par les Missionnaires - un groupe chrétien consacré à la préservation de l'humanité face à la menace Clayark. Caméléon social, Alanna s'adapte aux normes sociales des Missionnaires, devient membre de leur groupe et est adoptée par Jules Verrick, leur chef.
Plus tard, après que le groupe de Verrick a quitté la Terre et rencontré les extraterrestres Kohn, Alanna est capturée par les Tehkohn, l'une des deux tribus rivales de Kohn. Encore une fois, elle décide de s'adapter et devient membre des Tehkohn, épousant finalement Diut, le chef Tehkohn Hao. Après son retour chez les Missionnaires, Alanna utilise son appartenance aux deux communautés et sa capacité à fonctionner comme un caméléon social pour libérer les Missionnaires du contrôle des deux tribus Kohn. Cependant, son père adoptif, Jules Verrick, est finalement incapable d'accepter sa relation avec Diut et Alanna retourne auprès des Tehkohn, son nouveau peuple.
Selon Butler, Alanna est sa première tentative d'écrire « un personnage aussi gros que moi... pas nécessairement gros, mais elle est très grande avec un physique androgyne ».

### Diut
Diut est un Tehkohn Hao. Les Kohn respectent une hiérarchie naturelle basée sur les nuances de bleu. Plus le bleu de leur fourrure est foncé, plus leur rang ou leur statut au sein de la communauté est élevé. Un Hao est un Kohn avec une couleur bleue très foncée. Les Kohn utilisent leurs couleurs pour communiquer de nombreuses choses différentes. Cette teinte sombre attire l'obéissance de tous les Kohn, Tehkohn et Garkohn.
De fait, Diut est littéralement né pour diriger, et n'a pas l'habitude de voir ses ordres désobéis. L'étrangeté d'Alanna et son opiniâtreté à être en désaccord avec lui conduisent d'abord à un conflit, mais au moment du « sauvetage » d'Alanna, cela se transforme en une relation amoureuse apparemment stable.
Au début de La Survivante, Diut sait déjà que les Garkohn espèrent assimiler les Missionnaires à leur tribu, en les rendant dépendants à une drogue locale, afin d'utiliser leur technologie pour prendre l'avantage sur les Tehkohn. En raison de son amour pour Alanna, Diut accepte d'aider les Missionnaires à s'échapper vers une zone où ils seront libres de créer leur propre société, plutôt que de les capturer ou de les tuer pour empêcher les Garkohn de les utiliser.

### Jules Verrick
Jules Verrick est le chef des Missionnaires. C'est un ancien esclave de la branche télépathique de l'humanité connue sous le nom de Patternists. Verrick est déterminé à protéger les Missionnaires mais sa sensibilité le pousse néanmoins à adopter Alanna, malgré les inquiétudes des autres membres de sa communauté concernant l'adoption interraciale. Au début du roman, Verrick ne se rend pas compte de la menace que représentent les alliés Garkohn des Missionnaires. Cependant, quand il la découvre, il fait preuve de suffisamment de volonté et de souplesse pour vaincre l'addiction que les Garkohn lui imposent et pour s'allier avec Diut et les Tehkohn. Malgré cette souplesse et son apparent amour pour sa fille adoptive Alanna, Verrick est incapable d'accepter la relation de cette dernière avec Diut, qu'il continue de percevoir comme un « non-humain ». En conséquence, lui et Alanna se séparent à la fin du roman, avec des perspectives incertaines quant à de possibles retrouvailles.

## Thèmes majeurs
Comme pour de nombreuses autres œuvres de Butler, plusieurs auteurs étudient les thèmes de la race dans Survivante. Dans ce roman, Butler retarde délibérément la révélation de l'origine ethnique d'Alanna, ne révélant son ascendance afro-américaine et asiatique que dans un flashback après que le personnage a pris son importance dans l'histoire. (Butler utilise une technique similaire avec ses protagonistes dans Dawn et Parabole du semeur).
De nombreux écrivains analysent La Survivante comme une métaphore de la race et des relations raciales, en particulier par rapport aux expériences des Afro-Américains au cours de la période pendant laquelle le roman est écrit et publié. Alanna, elle-même issue de parents biologiques afro-américain et asiatique, est placée dans une position où elle doit négocier et s'intégrer dans trois groupes : les Missionnaires à prédominance blanche et deux groupes de Kohn - des natifs de Canaan qui sont littéralement des « personnes de couleur » - dont le statut social et la hiérarchie sont principalement déterminés par la couleur de leur fourrure.
Comme dans beaucoup d'œuvres de Butler, La Survivante exploite le thème fort de l'assimilation. Au début du roman, Alanna rejoint la communauté Missionnaire et apprend à vivre en tant que membre de cette communauté, sans perdre les compétences et les traits qu'elle a appris de ses parents ou de sa jeunesse sauvage. Plus tard, cette même capacité à s'assimiler tout en conservant sa propre identité permet à Alanna de devenir membre à part entière des Tehkohn et d'utiliser cette adhésion pour aider les Missionnaires à échapper à leur assimilation forcée à la société Garkohn.

## Allusions/références à d'autres œuvres
La Survivante contient de nombreuses références qui l'ancrent dans la série de romans Patternist de Butler. Bien qu'Alanna n'indique jamais avoir rencontré les Clayarks mutants ou leurs principaux adversaires, les médiums Patternists, les événements de Survivante décrivent une étape antérieure du même conflit traité dans le roman précédent de Butler, Le Maître du réseau.

## Signification littéraire et critique
Butler indique que La Survivante est l’œuvre qu'elle aime le moins parmi ses romans, critiquant ce prémisse comme un cliché de science-fiction offensant : 
Quand j'étais jeune, beaucoup de gens ont écrit sur le fait d'aller dans un autre monde et de trouver soit des petits hommes verts, soit des petits hommes bruns, et ils étaient toujours inférieurs d'une certaine manière. Ils étaient un peu sournois, ou un peu comme les « indigènes » dans un vieux film très mauvais. Et j'ai pensé : « Pas question. En dehors de tous ces êtres humains qui peuplent la galaxie, ce sont des rebuts vraiment offensants ». Les gens me demandent pourquoi je n'aime pas La Survivante, mon troisième roman. Et c'est parce que ça ressemble un peu à ça. Certains humains montent dans un autre monde et commencent immédiatement à s'accoupler avec les extraterrestres et à avoir des enfants avec eux. Je le considère comme mon roman Star Trek.
Jean-Marc Ligny dans NooSFere indique pour le roman en version française« À propos de races : leurs différences, leurs divergences, leurs incompréhensions, leurs unions possibles ou impossibles. Mary dans Le Motif crée une nouvelle race (supérieure ?). Alanna la « créature d'ailleurs » finit par trouver la sienne... ». En 2019, dans l'« Imaginaire au féminin », Nicolas Winter, critique littéraire de science-fiction, estime  que « Le Maître du réseau, Le Motif, La Survivante et Humains, plus qu’humains semblent bien souvent une métaphore des inégalités et oppressions telles que nous les vivons aujourd’hui et des relations entre personnes hyper-connectées. On en oublierait qu’ils datent du siècle dernier, bien avant l’invention d’internet et des réseaux sociaux. ».

### Lectures complémentaires
- (en) Marleen S. Barr, Lost in Space : Probing Feminist Science Fiction and Beyond, University of North Carolina Press, 1993, 97–107 (ISBN 978-0-8078-2108-4, lire en ligne ), « Octavia Butler and James Tiptree Do Not Write About Zap Guns: Positioning Feminist Science Fiction Within Feminist Fabulation »
- Ruth Salvaggio, « Octavia Butler and the Black Science-Fiction Heroine », Black American Literature Forum, vol. 18, no 2,‎ 1984, p. 78–81 (DOI 10.2307/2904131, JSTOR 2904131)